# 丹城站 (宁波市)
丹城站是浙江省宁波市建设中的一座地下市域铁路车站，属于宁波轨道交通12号线。车站于2022年12月开工建设，计划于2027年启用。车站因位于象山老城区丹城，为保留其历史文化底蕴而命名。

## 车站形制
丹城站位于象山县丹东街道象山港路、东谷路口。车站沿东谷路南北方向布置，为地下二层岛式车站，长196米，宽18.9米，站台宽11米，总建筑面积为14073.5平方米。车站结构为双柱三跨或单柱双跨钢筋混凝土框架结构，使用明挖顺做法施工。

## 出口
丹城站规划设置4个出口。